# David Grimán
David Grimán est un boxeur vénézuélien né le 10 mars 1967 à Los Teques.

## Carrière sportive
Passé professionnel en 1989, il devient la même année champion du Venezuela des poids super-mouches puis échoue face au champion du monde WBA de la catégorie, Khaosai Galaxy, en 1991. Le 24 novembre 1996, il obtient un second combat pour un titre mondial face au champion WBA des poids mouches, son compatriote Aquiles Guzman. Griman l'emporte aux points le 15 décembre 1992 et conserve son titre à deux reprises avant d'être à son tour battu par Somchai Chertchai 13 février 1994. Il met un terme à sa carrière en 1997 sur un bilan de 22 victoires et 5 défaites.

## Référence
1. ↑  (en) Aquiles Guzman vs. David Grimán (boxrec.com)